# 戇豆先生 (電影)
《豆豆秀》（英語：Bean），1997年基於電視連續劇《戇豆先生》發展的一套喜劇電影。電影由路雲·雅堅遜主演。雖然電影場景在加利福尼亞州，但重用了很多原創電視連續劇的意念。接著的續集是2007年的《戇豆放大假》。

## 劇情
本片是描寫一個頭腦簡單、穿著整齊，但是闖了禍就逃跑的豆豆先生（羅溫·艾金森飾）在洛杉磯引發的一連串爆笑事件。
1997年的初秋，一位有錢的慈善家（畢·雷諾斯飾）捐贈一幅價值5000萬美金的名畫給加州美術館當賀禮，而這幅價值非凡的名畫一直放在巴黎博物館裡展示，為了這幅名畫的到來，博物館的管理者想找一位傑出的藝術家來剪綵，同時也要求英國皇家美術館能夠派遣一位優秀的院士來監督整個過程。
英國方面卻做了一個嚴重的錯誤決定-就是他們沒有派遣一個最優秀的院士。英國派了豆豆先生去博物館，結果名畫被他塗花了，造成大禍！

## 演員
- 路雲·雅堅遜 飾演 豆豆先生
- 彼得·邁克尼科爾 飾演 大衛·蘭利
- 約翰·米爾斯 飾演 主席
- 帕梅拉里德 飾演 艾莉森蘭利
- 哈里斯·榆林 飾演 喬治·格里爾遜
- 畢·雷諾斯 飾演 牛頓將軍
- 拉里德雷克 飾演 埃爾默
- 吳珊卓 飾演 伯尼斯希米爾
- 丹尼·戈德林 飾演 安全理事會勃克穆利
- 約翰·尼歌歷奇 飾演 史丁高維里
- 克里斯·埃里斯 飾演 巴特勒偵探
- 安德魯·勞倫斯 飾 凱文·蘭利
- 彼得·根 飾演 勳爵沃爾頓
- 彼得·加布地 飾 加雷斯
- 珍妮·布朗 飾演 黛利拉
- 彼得·詹姆斯 飾演 羅森布拉姆醫生
- 查斯亞 飾演 詹妮弗·蘭利
- 理查德·甘特飾演中尉布魯特斯

## 評價
電影打破了以戇豆先生奇異的言行舉止為中心的傳統，而且進行了所謂的美國化以銷售全球，備受批評。不過，全球電影票房高達二億五千萬美元（包括本地四千五百萬美元），而製作預算只是一千八百萬美元。
電影在爛番茄網站有38%「爛」的評價，不少批評指電影太長而笑話不足。

## 外部連結
- 官方網頁（页面存档备份，存于）
- BBC review （页面存档备份，存于）
- 互联网电影数据库（IMDb）上《豆豆秀》的资料（英文）
- 爛番茄上《豆豆秀》的資料（英文）
- Metacritic上《豆豆秀》的資料（英文）
- Box Office Mojo上《豆豆秀》的資料（英文）
- AllMovie上《豆豆秀》的资料（英文）
- 開眼電影網上《豆豆秀》的資料（繁體中文）
- 豆瓣电影上《豆豆秀》的資料 （简体中文）
- 时光网上《豆豆秀》的資料（简体中文）